# Sommarskogsmygga
Sommarskogsmygga, Aedes cantans är en tvåvingeart som först beskrevs av Johann Wilhelm Meigen 1818.  Aedes cantans ingår i släktet Aedes och familjen stickmyggor. Arten är reproducerande i Sverige. Inga underarter finns listade i Catalogue of Life.